# Jezevčí vrch
Jezevčí vrch (někdy na mapách Jílový vrch, německy: Limberg) je homolovitý kopec, který leží 1,5 km západně od Heřmanic v Podještědí, 5 km severozápadně od města Jablonné v Podještědí v Libereckém kraji. Masivem prochází katastrální hranice mezi obcí Heřmanice v Podještědí a obcí Mařenice. Horopisně patří do Ralské pahorkatiny, velmi blízko Lužickým horám. Mezi zdejšími obyvateli je často používán starý název Limberk. Samotný vrchol je plochý a zarostlý bukovým lesem a je tedy bez výhledu. Proto zde byla v roce 1985 zrušena původní značená odbočka k vrcholu. Lokalita je v seznamu národních přírodních rezervací.

## Charakteristika
Vrchol hory je složen převážně ze znělce a podloží je tvořeno křídovými pískovci, jež způsobují na západní straně hory nevelké skalní stěny a poměrně hluboké rokle. Na jihovýchod od masivu Jezevčího vrchu se táhnou dva hřebeny, tvořené čedičovými vrchy Dubový vrch (469 m) a Dubina (467 m). Jen obtížně přístupné jsou na JV svahu dvě bývalé skalní vyhlídky – Panenský kámen a Babí kámen, výhled je odtud dnes špatný.
Část vrchu patří do katastru 638 471 obce Heřmanice v Podještědí, druhá část je na katastru 692 174 obce Mařenice.

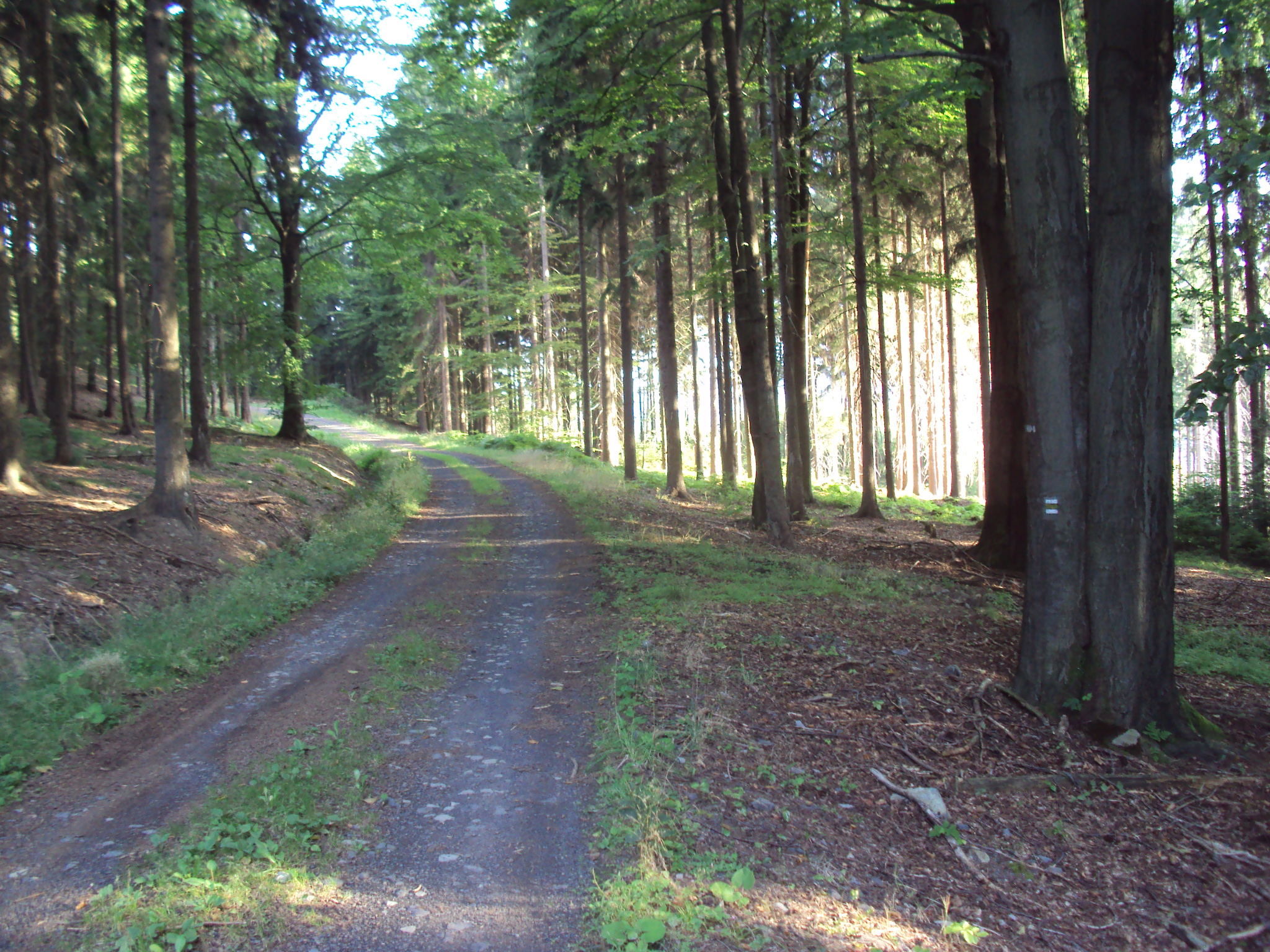
Cesta kolem vrcholu

## Rezervace
Od roku 1967 zde byla vyhlášena Státní přírodní rezervace, později překategorizována na Národní přírodní rezervaci.
V národní přírodní rezervaci Jezevčí vrch je nutno dodržovat obecná pravidla a zákazy. Je zde zakázáno provozovat horolezectví, jízdu na kole, vstupovat mimo vyznačené cesty (tedy i na vrchol), tábořit a rozdělávat ohně či sbírat rostliny a odchytávat živočichy. Rezervace je ve správě CHKO Lužické hory, týká se rozlohy 80 ha ve výšce 420 až 666 m n. m.

## Evropsky významná lokalita
Jezevčí vrch je uveden v soupisu Evropsky významných lokalit pod číslem CZ0510509. Lokalita s rozlohou 95,99 je chráněna kvůli květnatým bučinám a suťovým lesům.

## Přístup
K vrcholu se lze dostat pouze ze dvou směrů. Od jihu se jedná o žlutě značenou turistickou cestu vedoucí od Jablonného v Podještědí a Kunratických domků, dále borovým lesem až k hranici rezervace. Zde nastupuje bukový porost a stezka vede poměrně mírně vzhůru podél obory. Cestou míjíme Panenský kámen (bizarní pískovcový suk). Pod vrcholem pokračuje značka po svážné cestě. Na samotný vrchol stezka nevede, a tak klesá (stále žlutá značka) zpočátku velmi prudce, později mírněji lesem až k rašeliništi Mařeničky a do obce Mařeničky na severozápadě masivu. Odsud je také možný výstup opačným směrem. Z vrcholové části byl čistý výhled na Hvozd a obec Mařenice (231 obyv.) pod ním. Výhledy jsou vzhledem k vzrostlosti buků velmi omezené. Špatné značení bylo v oblasti vrcholu (od začátku rezervace), kde vichřice a těžba způsobila, že chybělo značení v alespoň elementárních bodech. Nyní je cesta vyznačena lépe. Nejbližší železniční zastávka na trati 086 je v Jablonném. Po silničkách 2 km daleko vedou cyklotrasy 3055 a 21